# Adetus clinei
Adetus clinei es una especie de escarabajo del género Adetus, familia Cerambycidae. Fue descrita científicamente por Santos-Silva, Nascimento & Wappes en 2019.
Habita en Bolivia. Los machos y las hembras miden aproximadamente 8,4 mm. El período de vuelo de esta especie ocurre en el mes de abril.